# Saldenburg
Saldenburg er en kommune i Landkreis Freyung-Grafenau i Regierungsbezirk Niederbayern i den tyske delstat Bayern.

## Geografi
Kommunen ligger i Region Donau-Wald i den nedre del af Bayerischer Wald, i det bakkede skovrige landskab Dreiburgenland. Saldenburg ligger knap 30 km nord for Passau, 13 km sydvest for Grafenau og 28 km nordøst for Vilshofen an der Donau.

### Nabokommuner
- Tittling
- Thurmansbang
- Schönberg (Niederbayern)
- Perlesreut

### Inddeling
I kommunen ligger landsbyerne:
- Ebersdorf
- Entschenreuth
- Haufang
- Hundsrück
- Matzersdorf
- Preying
- Rettenbach
- Stadl
- Trautmannsdorf
- Saldenburg